# Cratere Mimir
Mimir è un cratere sulla superficie di Callisto.